# Большое Клочково
Большое Клочково — деревня в Тейковском районе Ивановской области России, административный центр Большеклочковского сельского поселения.

## География
Деревня расположена на автодороге 24К-260 Ростов — Иваново в 5 км на северо-восток от райцентра города Тейково, близ ж/д станции Оболсуново на линии Тейково — Иваново. 

## История
В конце XIX — начале XX века деревня Клочково входила в состав Тейковской волости Шуйского уезда Владимирской губернии, с 1918 года в составе Тейковского уезда Иваново-Вознесенской губернии. В 1859 году в деревне числилось 20 дворов, в 1905 году — 26 дворов.
С 1929 года деревня входила в состав Алферьевского сельсовета Тейковского района, с 1972 года — центр Большеклочковского сельсовета, с 2005 года — центр Большеклочковского сельского поселения.

## Население
| 1859 | 1905 | 2010 |
| ---- | ---- | ---- |
| 147  | ↗153 | ↗269 |

## Инфраструктура
В деревне имеется Большеклочковская средняя общеобразовательная школа, детский сад.